# Gyula Mészáros
Gyula Mészáros (Szakcs, 28 marzo 1883 – New York, 25 maggio 1957) è stato un etnografo e turcologo ungherese.

## Biografia
Dal 1904 al 1906 studiò turco a Istanbul. Dal 1906 trascorse un anno e mezzo tra i ciuvasci e i tartari della regione del Volga raccogliendo materiale folkloristico. Nel 1909 conseguì il dottorato in turco a Budapest. Tra il 1909 e il 1915 lavorò nel dipartimento etnografico del Museo nazionale ungherese, a cui conferì il materiale raccolto in Oriente. 
Nel 1930-1931 studiò la lingua del gruppo etnico Pakhy che si stabilì dal Caucaso all'Anatolia nordoccidentale. Tornò in patria nel 1932, ma in seguito visse in Turchia e dal 1951 si stabilì a New York. I suoi risultati teorici non sono stati accettati dalla ricerca turcologica, solo la sua raccolta di materiali, principalmente il suo materiale ciuvascio, ha un valore scientifico. 

## Opere
- (HU)  Csuvas népköltési gyűjtemény (2 voll.), Budapest, 1909 – 1912
- (HU)  Tőrök költők, Budapest, 1910;
- (HU)  Magna Ungaria, a baskír – magyar kérdés, Budapest, 1910
- (HU)  A Boszporusz partján, Budapest, 1911
- (DE)  Die Pakhy- Sprache, Chicago, 1934